# Calamus hypertrichosus
Calamus hypertrichosus är en enhjärtbladig växtart som beskrevs av Odoardo Beccari. Calamus hypertrichosus ingår i släktet Calamus och familjen Arecaceae. Inga underarter finns listade i Catalogue of Life.